# Текирдаг (вилајет)
Текирдашки вилајет (тур. Tekirdağ ili) се налази у Тракији, на северозападу Турске. Престоница вилајета је град Текирдаг. Познат је по месним округлицама званим „текирдашке ћуфте" и турском алкохолном пићу текирдашкој ракији.
Вилајет захвата површину од 6,218 km2, на којој живи 798,109 становника. Густина насељености је 128.4 ст./km2.

## Окрузи
Текирдашки вилајет подељен је на 9 округа (престоница вилајета је подебљана):
- Черкезкој
- Чорлу
- Хајраболу
- Малкара
- Мармара Ерегли
- Муратли
- Сарај
- Шаркој
- Текирдаг